# Мондзее
Мондзее (Мондзе) — озеро в Австрії, у федеральній землі Верхня Австрія, на кордоні з федеральною землею Зальцбург (Зальцбургу належить частина південного берега озера). Озеро розташовано у відомому курортному регіоні Зальцкаммергут, занесеному до списку всесвітньої спадщини ЮНЕСКО.
Площа озера — 14,2 км², довжина — 11 км, максимальна ширина — 2 км, найбільша глибина — 68 метрів, висота над рівнем моря — 481 метр. Озеро витягнуто з північного заходу на південний схід, має вигнуту форму, що нагадує дзеркальне відображення літери S.
Озеро має льодовикове походження. Західний берег більш рівнинний, ніж східний. У південно-західній частині озера берег підіймається й обривається в озеро у вигляді 600-метрової кам'яної стіни, що отримала назву Драконової стіни (Drachenwand). Мондзее — найтепліше озеро Зальцкаммергуту, влітку воно прогрівається до 26°. В озері водиться велика кількість риби.
З південно-східної частини озера витікає коротка річка Зеєахе, яка за 3 кілометри впадає до озера Аттерзее. На північному краю озера розташовано старовинне містечко Мондзее.
Мондзее, як і весь регіон Зальцкаммергут — один із найпопулярніших туристичних напрямків Австрії.

## Фотогалерея

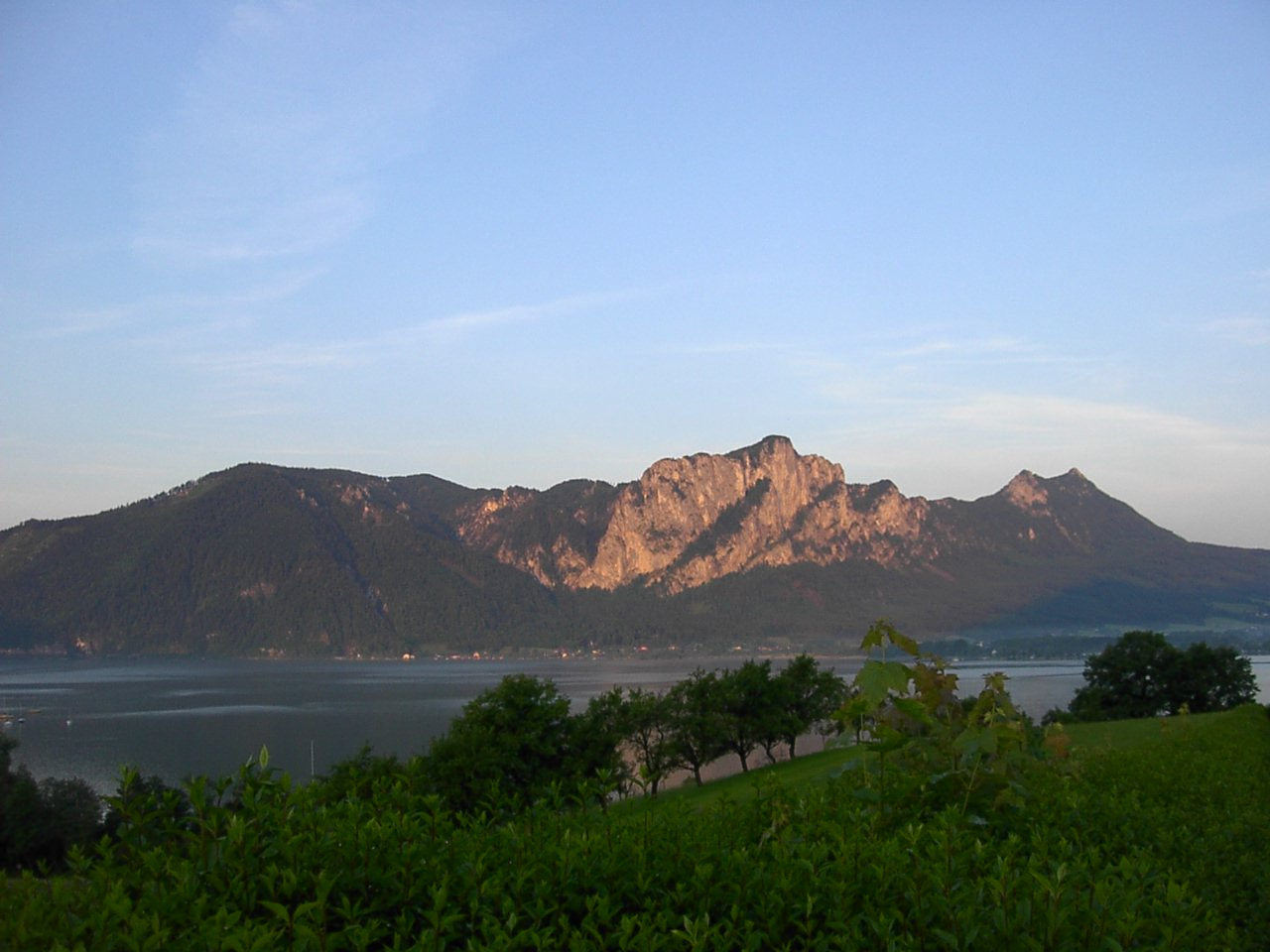
Драконова стіна
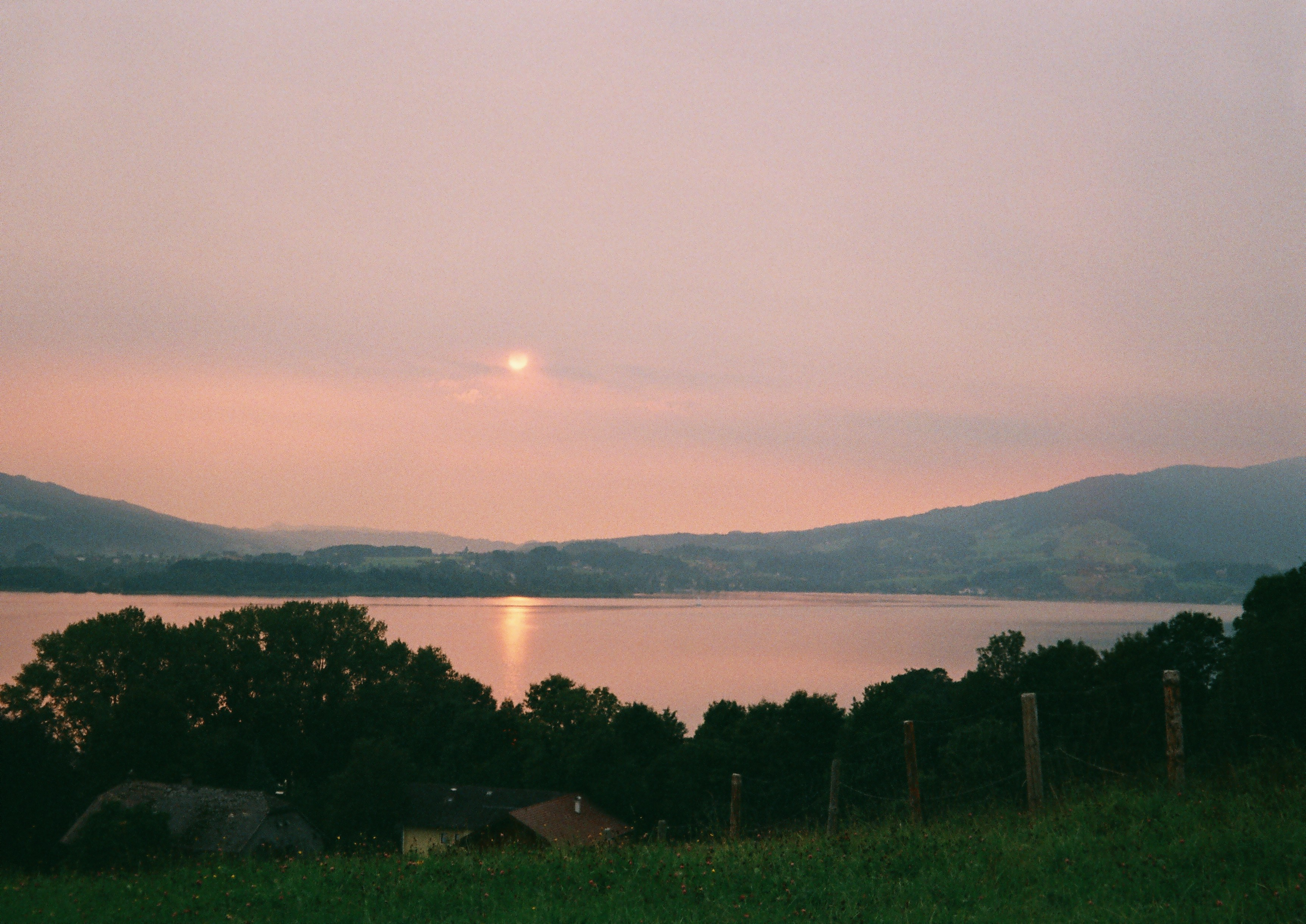
Мондзе при заході сонця
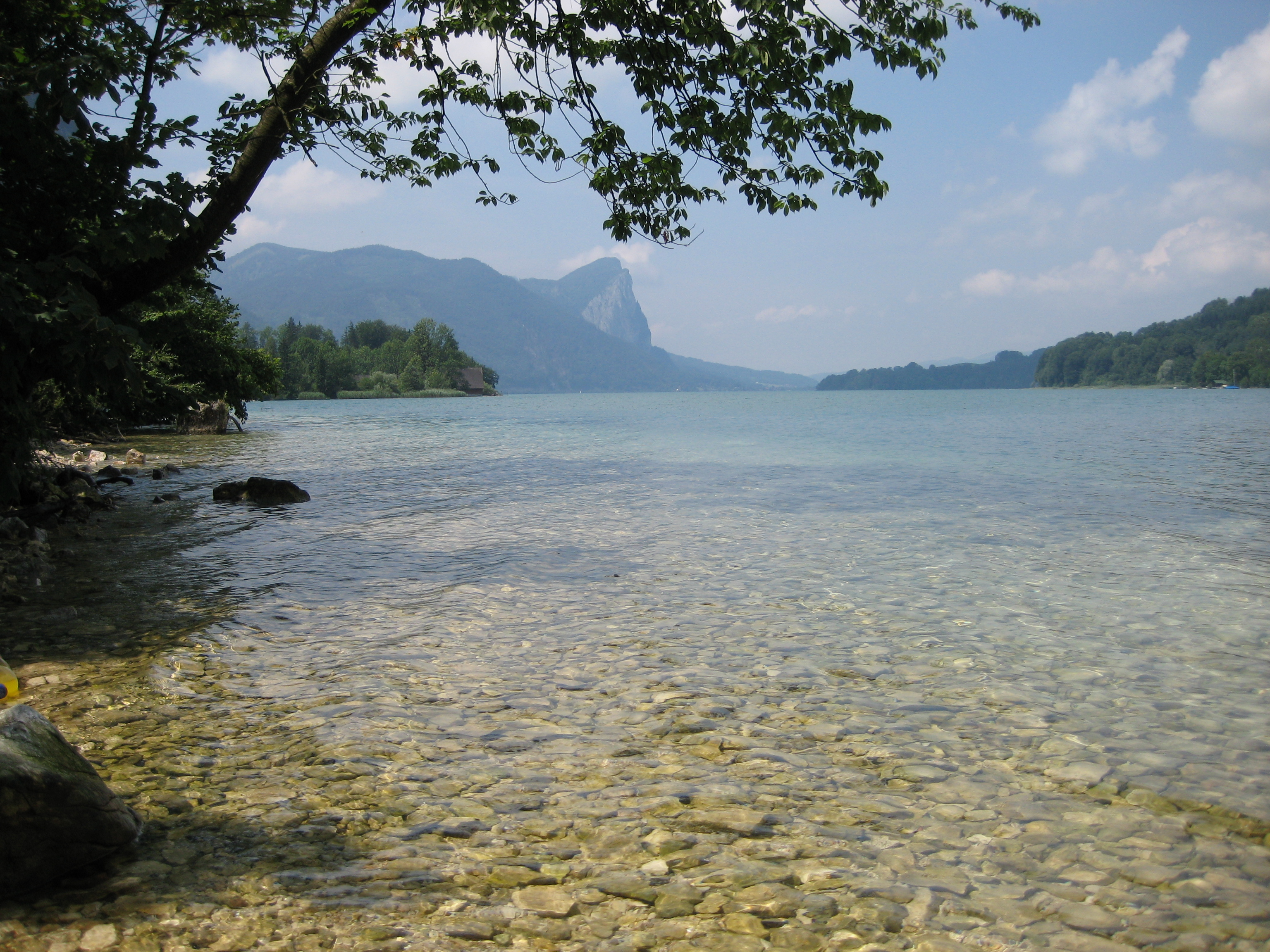
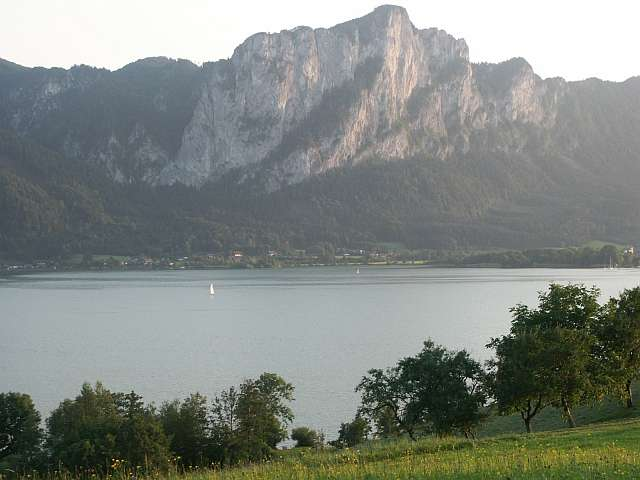